# Liste des titres musicaux numéro un en France en 2003
Cette page liste les titres numéro un dans les meilleures ventes de disques en France pour l'année 2003,.

## Classement des singles
| Semaine | Date         | Artiste                                                        | Titre                                |
| ------- | ------------ | -------------------------------------------------------------- | ------------------------------------ |
| 1       | 4 janvier    | Star Academy 2                                                 | Paris Latino                         |
| 2       | 11 janvier   | Star Academy 2                                                 | Paris Latino                         |
| 3       | 18 janvier   | Star Academy 2                                                 | Paris Latino                         |
| 4       | 25 janvier   | Star Academy 2                                                 | Paris Latino                         |
| 5       | 1er février  | Alphonse Brown                                                 | Le Frunkp                            |
| 6       | 8 février    | Alphonse Brown                                                 | Le Frunkp                            |
| 7       | 15 février   | Alphonse Brown                                                 | Le Frunkp                            |
| 8       | 22 février   | Alphonse Brown                                                 | Le Frunkp                            |
| 9       | 1er mars     | Alphonse Brown                                                 | Le Frunkp                            |
| 10      | 8 mars       | Alphonse Brown                                                 | Le Frunkp                            |
| 11      | 15 mars      | Alphonse Brown                                                 | Le Frunkp                            |
| 12      | 22 mars      | Nolwenn Leroy                                                  | Cassé                                |
| 13      | 29 mars      | Nolwenn Leroy                                                  | Cassé                                |
| 14      | 5 avril      | Chimène Badi                                                   | Entre nous                           |
| 15      | 12 avril     | Chimène Badi                                                   | Entre nous                           |
| 16      | 19 avril     | Florent Pagny                                                  | Ma liberté de penser                 |
| 17      | 26 avril     | Florent Pagny                                                  | Ma liberté de penser                 |
| 18      | 3 mai        | Florent Pagny                                                  | Ma liberté de penser                 |
| 9       | 10 mai       | Florent Pagny                                                  | Ma liberté de penser                 |
| 20      | 17 mai       | Florent Pagny                                                  | Ma liberté de penser                 |
| 21      | 24 mai       | Florent Pagny                                                  | Ma liberté de penser                 |
| 22      | 31 mai       | Lorie                                                          | Sur un air latino                    |
| 23      | 7 juin       | Pascal Obispo                                                  | Fan                                  |
| 24      | 14 juin      | Lorie                                                          | Sur un air latino                    |
| 25      | 21 juin      | DJ BoBo                                                        | Chihuahua                            |
| 26      | 28 juin      | DJ BoBo                                                        | Chihuahua                            |
| 27      | 5 juillet    | DJ BoBo                                                        | Chihuahua                            |
| 28      | 12 juillet   | DJ BoBo                                                        | Chihuahua                            |
| 29      | 19 juillet   | DJ BoBo                                                        | Chihuahua                            |
| 30      | 26 juillet   | DJ BoBo                                                        | Chihuahua                            |
| 31      | 2 août       | DJ BoBo                                                        | Chihuahua                            |
| 32      | 9 août       | DJ BoBo                                                        | Chihuahua                            |
| 33      | 16 août      | DJ BoBo                                                        | Chihuahua                            |
| 34      | 23 août      | DJ BoBo                                                        | Chihuahua                            |
| 35      | 30 août      | Jocelyne Labylle et Cheela featuring Jacob Desvarieux et Passi | Laisse parler les gens               |
| 36      | 6 septembre  | Jocelyne Labylle et Cheela featuring Jacob Desvarieux et Passi | Laisse parler les gens               |
| 37      | 13 septembre | Jocelyne Labylle et Cheela featuring Jacob Desvarieux et Passi | Laisse parler les gens               |
| 38      | 20 septembre | Lorna                                                          | Papi chulo... (te traigo el mmmm...) |
| 39      | 27 septembre | Tragédie                                                       | Hey oh                               |
| 40      | 4 octobre    | Tragédie                                                       | Hey oh                               |
| 41      | 11 octobre   | Tragédie                                                       | Hey oh                               |
| 42      | 18 octobre   | Tragédie                                                       | Hey oh                               |
| 43      | 25 octobre   | Tragédie                                                       | Hey oh                               |
| 44      | 1er novembre | Tragédie                                                       | Hey oh                               |
| 45      | 8 novembre   | Tragédie                                                       | Hey oh                               |
| 46      | 15 novembre  | Tragédie                                                       | Hey oh                               |
| 47      | 22 novembre  | Linkup                                                         | Mon étoile                           |
| 48      | 29 novembre  | Linkup                                                         | Mon étoile                           |
| 49      | 6 décembre   | Linkup                                                         | Mon étoile                           |
| 50      | 13 décembre  | Tragédie                                                       | Hey oh                               |
| 51      | 20 décembre  | Star Academy 3                                                 | L'Orange / Wot                       |
| 52      | 27 décembre  | Star Academy 3                                                 | L'Orange / Wot                       |

## Classement des albums
| Semaine | Date         | Artiste              | Titre                        |
| ------- | ------------ | -------------------- | ---------------------------- |
| 1       | 4 janvier    | Star Academy 2       | La Star Academy fait sa boum |
| 2       | 11 janvier   | Star Academy 2       | La Star Academy fait sa boum |
| 3       | 18 janvier   | Star Academy 2       | La Star Academy fait sa boum |
| 4       | 25 janvier   | Carla Bruni          | Quelqu'un m'a dit            |
| 5       | 1er février  | Carla Bruni          | Quelqu'un m'a dit            |
| 6       | 8 février    | Carla Bruni          | Quelqu'un m'a dit            |
| 7       | 15 février   | Massive Attack       | 100th Window                 |
| 8       | 22 février   | Les Enfoirés         | La Foire aux Enfoirés        |
| 9       | 1er mars     | Les Enfoirés         | La Foire aux Enfoirés        |
| 10      | 8 mars       | Nolwenn Leroy        | Nolwenn                      |
| 11      | 15 mars      | Hélène Ségara        | Humaine                      |
| 12      | 22 mars      | Hélène Ségara        | Humaine                      |
| 13      | 29 mars      | Céline Dion          | One Heart                    |
| 14      | 5 avril      | Céline Dion          | One Heart                    |
| 15      | 12 avril     | Florent Pagny        | Ailleurs land                |
| 16      | 19 avril     | Florent Pagny        | Ailleurs land                |
| 17      | 26 avril     | Madonna              | American Life                |
| 18      | 3 mai        | Florent Pagny        | Ailleurs land                |
| 19      | 10 mai       | Florent Pagny        | Ailleurs land                |
| 20      | 17 mai       | Florent Pagny        | Ailleurs land                |
| 21      | 24 mai       | Florent Pagny        | Ailleurs land                |
| 22      | 31 mai       | Florent Pagny        | Ailleurs land                |
| 23      | 7 juin       | Jean-Jacques Goldman | Un tour ensemble             |
| 24      | 14 juin      | Radiohead            | Hail to the Thief            |
| 25      | 21 juin      | Jean-Jacques Goldman | Un tour ensemble             |
| 26      | 28 juin      | Jean-Jacques Goldman | Un tour ensemble             |
| 27      | 5 juillet    | Norah Jones          | Come Away with Me            |
| 28      | 12 juillet   | Norah Jones          | Come Away with Me            |
| 29      | 19 juillet   | Norah Jones          | Come Away with Me            |
| 30      | 26 juillet   | Norah Jones          | Come Away with Me            |
| 31      | 2 août       | Norah Jones          | Come Away with Me            |
| 32      | 9 août       | Norah Jones          | Come Away with Me            |
| 33      | 16 août      | Norah Jones          | Come Away with Me            |
| 34      | 23 août      | Norah Jones          | Come Away with Me            |
| 35      | 30 août      | Norah Jones          | Come Away with Me            |
| 36      | 6 septembre  | Norah Jones          | Come Away with Me            |
| 37      | 13 septembre | Norah Jones          | Come Away with Me            |
| 38      | 20 septembre | IAM                  | Revoir un printemps          |
| 39      | 27 septembre | Muse                 | Absolution                   |
| 40      | 4 octobre    | Dido                 | Life for Rent                |
| 41      | 11 octobre   | Dido                 | Life for Rent                |
| 42      | 18 octobre   | Céline Dion          | Une fille et quatre types    |
| 43      | 25 octobre   | Céline Dion          | Une fille et quatre types    |
| 44      | 1er novembre | Céline Dion          | Une fille et quatre types    |
| 45      | 8 novembre   | Johnny Hallyday      | Parc des Princes 2003        |
| 46      | 15 novembre  | Céline Dion          | Une fille et quatre types    |
| 47      | 22 novembre  | Britney Spears       | In the Zone                  |
| 48      | 29 novembre  | -M-                  | Qui de nous deux ?           |
| 49      | 6 décembre   | -M-                  | Qui de nous deux ?           |
| 50      | 13 décembre  | Tragédie             | Tragédie                     |
| 51      | 20 décembre  | Star Academy 3       | Les Meilleurs moments        |
| 52      | 27 décembre  | Star Academy 3       | Les Meilleurs moments        |

## Les dix meilleures ventes
Il s'agit des dix meilleures ventes de singles et d'albums pour l'année 2003 en France,.

### Singles
| №  | Artiste                                                        | Titre                     |
| -- | -------------------------------------------------------------- | ------------------------- |
| 1  | DJ BoBo                                                        | Chihuahua                 |
| 2  | Tragédie                                                       | Hey oh                    |
| 3  | Jocelyne Labylle et Cheela featuring Jacob Desvarieux et Passi | Laisse parler les gens    |
| 4  | Chimène Badi                                                   | Entre nous                |
| 5  | Alphonse Brown                                                 | Le Frunkp                 |
| 6  | Lorie                                                          | Sur un air latino         |
| 7  | Hermes House Band et DJ Ötzi                                   | Live Is Life (Here we go) |
| 8  | Florent Pagny                                                  | Ma liberté de penser      |
| 9  | Diam's                                                         | DJ                        |
| 10 | KCPK                                                           | We Will Rock You (Remix)  |

### Albums
| №  | Artiste       | Titre                     |
| -- | ------------- | ------------------------- |
| 1  | Norah Jones   | Come Away with Me         |
| 2  | Florent Pagny | Ailleurs land             |
| 3  | Carla Bruni   | Quelqu'un m'a dit         |
| 4  | Kyo           | Le Chemin                 |
| 5  | Céline Dion   | Une fille et quatre types |
| 6  | Les Enfoirés  | La Foire aux Enfoirés     |
| 7  | Dido          | Life for Rent             |
| 8  | Calogero      | Calogero                  |
| 9  | Hélène Ségara | Humaine                   |
| 10 | Evanescence   | Fallen                    |